# Possessed
Possessed е четвърти студиен албум на британската хеви/блек метъл група Venom, издаден през 1985 г.

### Преиздадена и ремастерирана версия от 2002 на Castle
1. Powerdrive
2. Flytrap
3. Satanachist
4. Burn This Place to the Ground
5. Harmony Dies
6. Possessed
7. Hellchild
8. Moonshine
9. Wing and a Prayer
10. Suffer Not the Children
11. Voyeur
12. Mystique
13. Too Loud (For the Crowd)
14. Nightmare (12-инчов микс)
15. F.O.A.D. (12-инчова B-страна)
16. Warhead (12-инчова B-страна)
17. Possessed (ремикс)
18. Witching Hour (на живо)
19. "Teachers Pet/Poison/Teachers Pet" (на живо)

## Състав
- Кронос – бас, вокали
- Мантас – китара
- Абадон – барабани